# Taha Can Velioğlu
Taha Can Velioğlu (sinh ngày 21 tháng 2 năm 1994) là một cầu thủ bóng đá Thổ Nhĩ Kỳ thi đấu ở vị trí trung vệ cho Denizlispor. Anh ra mắt Süper Lig cho Bursaspor ngày 19 tháng 5 năm 2013 trước Gençlerbirliği.